# Curtis Glencross
Curtis Glencross (ur. 28 grudnia 1982 w Kindersley, Saskatchewan) – kanadyjski hokeista.

## Kariera klubowa
- Brooks Bandits (2000–2002)
- Univ. of Alaska-Anchorage (2002–2004)
- Cincinnati Mighty Ducks (2004–2005)
- Portland Pirates (2005–2007)
- Syracuse Crunch (2007)
- Anaheim Ducks (2007)
- Columbus Blue Jackets (2007–2008)
- Edmonton Oilers (2008)
- Calgary Flames (2008-2015)
- Washington Capitals (2015)

Od 2008 zawodnik Calgary Flames. W maju 2011 przedłużył kontrakt z klubem o cztery lata. Od marca 2015 zawodnik Washington Capitals do końca sezonu. Na przełomie września i października 2015 przebywał bez powodzenia na testach w Colorado Avalanche. W październiku 2015 zakończył karierę zawodniczą.

## Statystyki klubowe
| 2000–01   | Brooks Bandits                 | AJHL      | 60  | 23 | 22 | 45 | 113 | —  | — | — | —  | —  |
| 2002–03   | University of Alaska-Anchorage | NCAA      | 35  | 11 | 12 | 23 | 79  | —  | — | — | —  | —  |
| 2003–04   | University of Alaska-Anchorage | NCAA      | 37  | 21 | 13 | 34 | 79  | —  | — | — | —  | —  |
| 2003–04   | Cincinnati Mighty Ducks        | AHL       | 7   | 2  | 1  | 3  | 6   | 9  | 1 | 6 | 7  | 10 |
| 2004–05   | Cincinnati Mighty Ducks        | AHL       | 51  | 6  | 3  | 9  | 63  | 12 | 2 | 0 | 2  | 10 |
| 2005–06   | Portland Pirates               | AHL       | 41  | 15 | 10 | 25 | 85  | 19 | 4 | 6 | 10 | 37 |
| 2006–07   | Portland Pirates               | AHL       | 31  | 6  | 10 | 16 | 74  | —  | — | — | —  | —  |
| 2006–07   | Syracuse Crunch                | AHL       | 29  | 19 | 16 | 35 | 53  | —  | — | — | —  | —  |
| 2006–07   | Anaheim Ducks                  | NHL       | 2   | 1  | 0  | 1  | 2   | —  | — | — | —  | —  |
| 2006–07   | Columbus Blue Jackets          | NHL       | 7   | 0  | 0  | 0  | 0   | —  | — | — | —  | —  |
| 2006–07   | Columbus Blue Jackets          | NHL       | 36  | 6  | 6  | 12 | 25  | —  | — | — | —  | —  |
| 2007–08   | Edmonton Oilers                | NHL       | 26  | 9  | 4  | 13 | 28  | —  | — | — | —  | —  |
| 2008–09   | Calgary Flames                 | NHL       | 74  | 13 | 27 | 40 | 42  | 6  | 0 | 3 | 3  | 12 |
| NHL razem | NHL razem                      | NHL razem | 145 | 29 | 37 | 66 | 97  | 6  | 0 | 3 | 3  | 12 |